# 奧克格羅夫 (伊利諾伊州)
奧克格羅夫（英語：Oak Grove）是位於美國伊利諾伊州羅克艾蘭縣的一個村落。

## 地理
奧克格羅夫的座標為41°24′48″N 90°34′11″W / 41.41333°N 90.56972°W，而該地最高點為海拔高度220米（即722英尺）。

## 人口
根據2010年美國人口普查的數據，奧克格羅夫的面積為1.65平方千米，當中陸地面積為1.65平方千米，而水域面積為0.00平方千米。當地共有人口396人，而人口密度為每平方千米240人。